# Umčani (Chorwacja)
Umčani – wieś w Chorwacji, w żupanii splicko-dalmatyńskiej, w mieście Vrgorac. W 2011 roku liczyła 227 mieszkańców.